# Багадаїс рудочеревий
Багадаїс рудочеревий (Prionops rufiventris) — вид горобцеподібних птахів родини вангових (Vangidae).

## Поширення
Вид поширений в Центральній Африці. Трапляється на півдні Камеруну, материковій частині Екваторіальної Гвінеї, Центральноафриканській Республіці, північній та західній частині Габону, Кабінді та частині Республіки Конго, в Демократичній Республіці Конго та на заході Уганди. Живе в первинних і вторинних тропічних лісах, а також у тунельному лісі, до 1450 м висоти.

## Опис
Птах завдовжки 20–22 см, вагою 37-63 г. Це птах з міцною статурою, великою квадратною та витягнутою головою, міцним і загостреним конічним дзьобом, округлими крилами, середнім хвостом з квадратним кінцем, сильними і товстими ногами, хоча не дуже довгими. Шия, спина, крила і хвіст глянцево-чорні з синім відтінком, голова попелясто-сіра. Груди білі, живіт і боки цегляно-червоні. Дзьоб і ноги мають рожевий колір. Очі, досить великі, жовті або коричнево-сіруваті, з неопереним рожевим навколоочним кільцем.

## Спосіб життя
Птахи живуть групами до десяти особин. Полює на комах, інших безхребетних та їхніх личинок. Розмножується у будь-який період року з піком у грудні-лютому. Гнізда будуються в гущі рослинності. Усі члени групи допомагають у догляді за потомством.

## Підвиди
- Prionops rufiventris rufiventris (Bonaparte, 1853) — більша частина ареалу;
- Prionops rufiventris mentalis (Sharpe, 1884) — поширений у східній частині ареалу, зайнятому видом (схід ДР Конго та Уганда).